# Hipposideros pygmaeus
Hipposideros pygmaeus — є одним з видів кажанів багатого роду Hipposideros родини Hipposideridae. Ендемік печер Філіппінів.

## Опис
Довжина передпліччя 37-40 мм. Внутрішня пара бокових носових листків торкається один одного під переднім носовим листком, а зовнішня - ні.

## Спосіб життя
Комахоїдна тварина.

## Поширення та ареал
Ендемік частини островів Філіппінів. Відомий з Бохола, провінцій Південний Камаринес та Рісаль півдня острова Лусон, Паная, Негроса та Маріндука. Також кілька особин 2007 року виявлено в провінції Південне Сурігао на острові Мінданао, що може свідчити про значно більший ареал виду.
Місця перебування зареєстровані від рівня моря до 200 м над рівнем моря. Зразки були взяті у вапнякових печерах, в межах або поблизу низинних лісів. 

## Загрози та охорона
Зустрічається в багатьох охоронних територіях.